# Salacia kraussii
Salacia kraussii là một loài thực vật có hoa trong họ Dây gối. Loài này được (Harv.) Harv. miêu tả khoa học đầu tiên năm 1860.